# Baron Tyrawley
Baron Tyrawley war ein erblicher britischer Adelstitel, der zweimal in der Peerage of Ireland verliehen wurde.

## Verleihungen
Der Titel wurde erstmals am 10. Januar 1706 für den Militär Sir Charles O’Hara geschaffen. Auch sein Sohn James O’Hara war ein erfolgreicher Militär und wurde am 8. Februar 1722 zum Baron Kilmaine erhoben, bevor er 1724 auch den Titel seines Vaters als 2. Baron erbte. Da dieser keine legitimen Kinder hinterließ, erloschen beide Titel bei seinem Tod am 14. Juli 1773.
In zweiter Verleihung wurde der Titel Baron Tyrawley, of Ballinrobe in the County of Mayo, am 7. November 1797 für James Cuffe neu geschaffen. 1800 wurde er zu einem der ersten irischen Representative Peers gewählt und wurde so auch Mitglied im britischen House of Lords. Der Titel erlosch bei seinem Tod am 15. Juni 1821.

## Liste der Barone Tyrawley

### Barone Tyrawley, erste Verleihung (1706)
- Charles O’Hara, 1. Baron Tyrawley (um 1640–1724)
- James O’Hara, 2. Baron Tyrawley, 1. Baron Kilmaine (1682–1774)

### Barone Tyrawley, zweite Verleihung (1797)
- James Cuffe, 1. Baron Tyrawley (1748–1821)